# Janet Guthrie

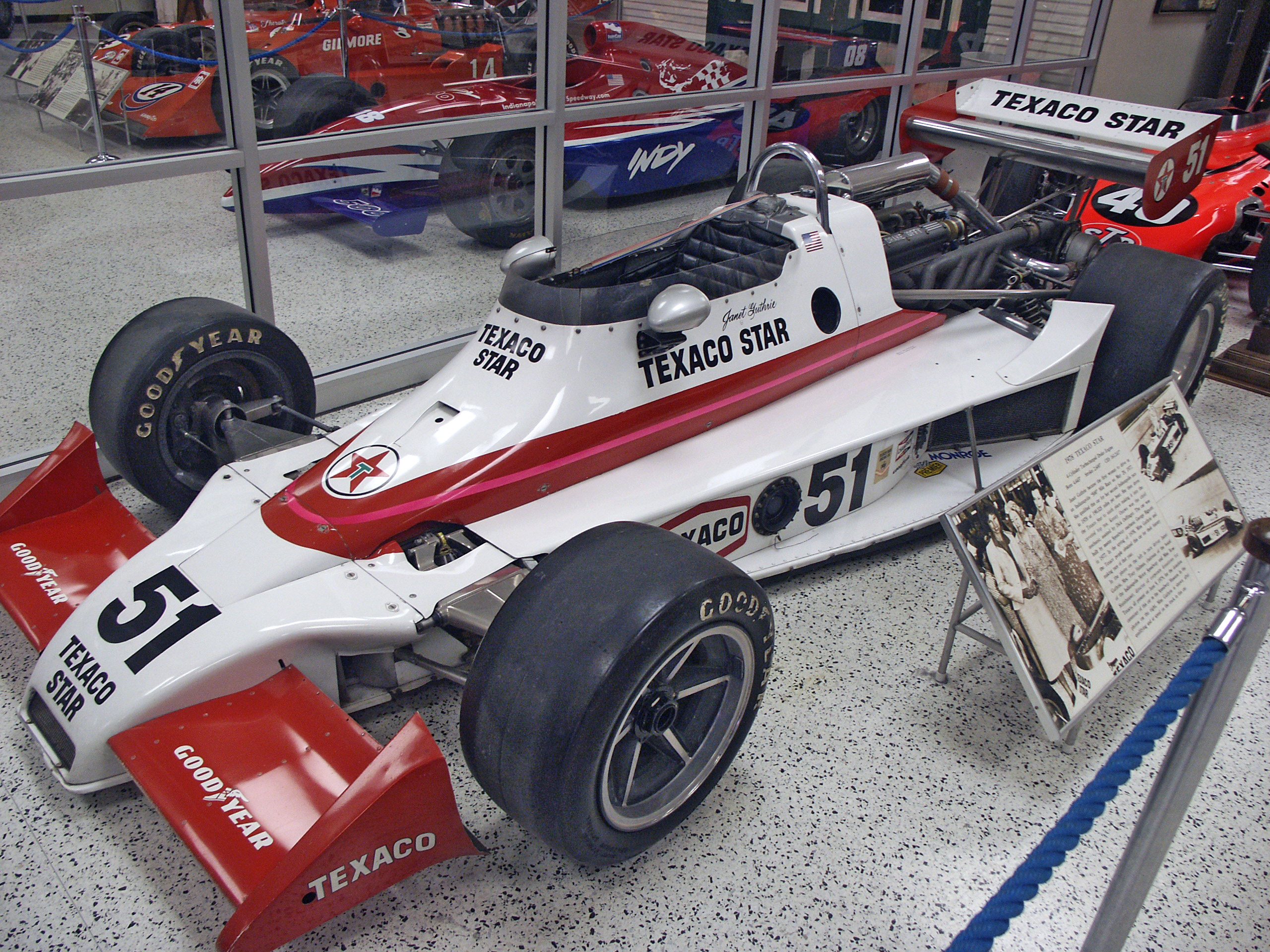
Janet Guthries Wildcat 3-DGS, i vilken hon tävlade i Indianapolis 500, 1978.

Janet Guthrie, född 7 mars 1938 i Iowa City i Iowa, är en amerikansk racerbilsförare. Hon var den första kvinnan som kvalificerade sig till Indianapolis 500 och den första kvinnan att kvalificera sig till Daytona 500. 
Janet Guthries pappa var pilot och vid tretton års ålder började hon flyga, för att sedan ta flygcertifikat när hon var 17 år. Hon tänkte sig en karriär som flygare, men hon såg ingen annan ingång än via det militära, och de tog inte in kvinnor till flygskolan. Då började hon studera till flyg- och rymdingenjör på University of Michigan, men bytte sedan inriktning till fysik. Efter examen arbetade hon på flygplanstillverkaren Republic Aviation.  Hon köpte en Jaguar XK120 M för att pendla, och med den inleddes också hennes tävlingskarriär, först i små skicklighetstävlingar kallade "gymkahana". Hon skaffade en tävlingsutrustad Jaguar XK140, utbildade sig till tävlingsförare via Sports Car Club of America, började tävla med sportbil i racing 1963 SCCA-touren och år 1972 började hon tävla på heltid. Hennes sportvagnskarriär ledde bland annat till två segrar i  uthållighetstävlingen Sebring 12-timmars.
Hon deltog i Nascar-tävlingen World 600 1976 och slutade på femtonde plats som första kvinna i ett Winston Cup superspeedway- lopp. Hon var med i ytterligare fyra lopp den säsongen och Guthrie skulle fortsätta tävla i fyra lopp till samma säsong. Följande säsong tävlade hon för första gången i Daytona 500, där hon låg på tolfte plats när hon fick motorhaveri med tio varv kvar. Hon tilldelades pris för bästa rookie för insatsen. Hon deltog i 33 lopp under fyra säsonger i Nascar, med en sjätte plats i Bristol 1977 som främsta merit.
Hon misslyckades kvalificera sig med egen bil till Indianapolis 500 1976, och mötte visst motstånd och tvekan för att hon var kvinna. Trefaldige mästaren AJ Foyt lånade då ut sin bil inför loppet. Hon körde bilen, utan tävlan, under tidsgränsen för att kunna kvala in men deltog inte eftersom Foyt behövde bilen. Året efter kvalade hon in med egen bil och slutade på tjugonionde plats med motorfel. Hon tävlade i ytterligare två Indianpolis 500, och slutade på nionde plats 1978. Hon körde med fraktur i handleden, efter att ha skadat sig under välgörenhetsmatch i tennis några dagar tidigare, vilket hon dolde för tävlingsledningen. Sammantaget deltog hon i elva Champ Car tävlingar, och slutade som bäst femma.
Hon avslutade karriären efter 1980 när hon inte fick finansiering genom företagssponsring.
Hennes hjälm och tävlingsdräkt finns på Smithsonian Institution och Guthrie var en av de första som valdes in i International Women's Sports Hall of Fame  och år 2006 valdes hon in  i International Motorsports Hall of Fame. Hon gav ut självbiografin Janet Guthrie: A Life at Full Throttle, år 2006.
Guthrie gifte sig med Warren Levine, en trafikflygare, 1989 och de var gifta tills hans död 2006.
År 2019 infördes Guthrie i Automotive Hall of Fame  för sina framgångar inom motorsport. Hon är den femte kvinnan som tas upp.